# Wolf of Vengeance
『Wolf of Vengeance』は、2016年6月18日に公開された日本のアクション映画作品

## ストーリー
化学工場事故による大気汚染が残る、とある国。
残留性有機汚染物質により、国民は存命の為に定期的ワクチン接種が必要だった。
事故はテロによって起こされたとされ、
事故後はテロの抑止という名目での規制強化、ワクチンの配給を盾に徐々に独裁政治が進行。
性的少数者、宗教、表現、言論は弾圧され、違反者とみなされた者は処罰されるようになる。
ある日、政府の特殊部隊に出動要請が入る。
現場は特殊部隊の一員である男（ラウ）の家だった。
公害病を完治する特効薬開発に携わるラウの妻（ルース）から
「テロからデータを提供するよう協力を持ち掛けられている」と通報があったという。
ラウが着いた時にはルースと息子は殺されており、赤い頭巾の女が逃げるのを目撃する。
政府は、ルースがテロに協力しており、仲違いを起こして通報した可能性と
ラウもテロに内通している可能性を恐れ、ラウはその場で拘束される。
ラウは連行中に脱出し、家族を殺したテロに復讐を誓う。
道中、規制違反者であることを隠して生活する者や
ワクチンでの存命よりも自由を選んで政府の管轄外で貧しく生きる人々に会いながら
テロ組織の存在に近づいていく。
そして赤い頭巾の女と対面した時、政府と妻の意外な事実と、組織の意義を知り、心が揺らぐ。
男はこのまま復讐を成し遂げるのか───？

## スタッフ
- 監督・脚本：樋口雅一
- アクション監督：小原剛
- 撮影：野村昌平
- 照明：陸浦康公
- 衣装：前山淳　遠藤奈津美
- 造型：林屋陽二
- ヘアメイク：吉村幸
- スタイリスト：三輪清香
- VFXスーパーバイザー：吉田一樹
- カラーグレーディング：神田稔生
- CG造形：韮澤光
- 音楽：小野川浩幸
- 琴演奏：松澤佑紗
- 音響効果：紫藤佑弥
- 音響編集：キーファ
- 制作：鈴木篤　三輪清香　綾瀬修
- 企画協力：緒方貴臣
- 協力：完山京洪　スキップシティ

## キャスト
- ラウ（狼）：門田司
- 魔女：早川知子
- 赤頭巾：松本妃代
- 兵士：金谷友太
- 兵士：杉口秀樹
- 兵士：村岡友憲

## 国際映画祭
- 2016年　シッチェス・カタロニア国際映画祭　Sitges Film Festival
- 2016年　アナザーホールインザヘッド　Another Hole in The Head Film Festival
- 2016年　ファーストグランス映画祭　FirstGlance Film Festival
- 2016年　シネマジャンクション
- 2016年　マートルビーチ映画祭　Myrtle Beach International Film Festival
- 2017年　サン・クガ映画祭　Sant Cugat Fantàstic
- 2017年　ロサンゼルス国際短編映画祭　LA Shorts International Film Festival
- 2017年　フィルムクエスト　FilmQuest